# Сражение при Ландесхуте
Сражение при Ландесхуте (нем. Schlacht bei Landeshut) — битва Семилетней войны между 12 тысячным корпусом прусского генерал-лейтенанта Генриха Августа барона де ла Мотт Фуке и 38 тысячным корпусом австрийского фельдмаршал-лейтенанта барона Эрнста Гидеона Лаудона, произошедшая 23 июня 1760 года в Силезии у Ландесхута (ныне город Каменна-Гура в Польше).
После тяжелых потерь 1759 года в битвах при Кунерсдорфе, Пальциге и Максене, которые проиграла Пруссия, численность прусской полевой армии упала со 125 000 до всего лишь 100 000 солдат. Фридрих Великий использовал зиму с 1759 по 1760 год, чтобы увеличить численность своей потрепанной и деморализованной полевой армии до 110 000 солдат и восстановить её боевой дух, так что весной, несмотря на все невзгоды, 10 000 дополнительных солдат были снова готовы для действий в прусской полевой армии. Почти 15 000 этих солдат были собраны в Силезии под командованием генерал-лейтенанта де ла Мотта Фуке — друга Фридриха со времен его пребывания наследным принцем, — большая часть которых возле укрепленного города Ландесхут могла контролировать пути из Силезии до Саксонии и Богемии и прусской Главной армии с Силезией и с прусской армией под командованием принца Генриха Прусского, стоящей на Одере. Находившийся, кроме Фуке, в Силезии принц Генрих Прусский в связи с продвижением русских войск был вынужден оставить её и перейти со своей армией в Новомаркию (нем. Neumark). Корпус Фуке, таким образом, остался совершенно изолированным. 
Лаудон, выступивший из Богемии против крепости Глац с 40 000 австрийских солдат, узнал об изолированном положении Фуке. В то время как 12 000 австрийцев должны были продолжать осаду Глаца, сам Лаудон с оставшимися 28 000 человек отправился через Йоханнесберг и Вюстегирсдорф, чтобы атаковать войска Фуке. 22 июня австрийцы вышли к прусским позициям у Шварцвальдау. Пруссаки стояли на холмах перед ними: левое крыло — на Докторберге и правое крыло — на Бласдорфер-Берг.
Бой начался внезапной ночной атакой около 2 часов ночи, когда австрийская артиллерия, установленная на двух холмах, открыла огонь по пруссакам. В то же время австрийцы атаковали с разных направлений. Первая атакующая колонна атаковала прусскую позицию на Докторберге, а полковник граф Кински окружил ее своей кавалерией и оказался в тылу противника. В то же время вторая колонна оттеснила пруссаков от Бухберга. За первой и второй колоннами последовала третья колонна и захватила Муммельберг. 
Напрасно генерал Фуке послал бригаду под командованием полковника Розена на побежденный левый фланг, который был вынужден отступить под сильным артиллерийским и ружейным огнем. Австрийцы, втрое превосходившие по численности, постепенно отбрасывали пруссаков, при этом обе стороны несли тяжелые потери. Когда генерал Фуке увидел приближающуюся основную часть австрийской кавалерии, он решил оставить позиции и организованно отступить. Прусская пехота несколько часов оборонялась от австрийских атак, пока не закончились патроны. Когда в конце битвы 1900 прусских кавалеристов бежали в Швейдниц, прусская пехота была разбита австро-саксонской кавалерией. Сражение продолжалось восемь часов, с 2 до 10 часов вечера.
Две тысячи пруссаков полегли в сражении, 8 тысяч попали в плен вместе со своим командиром и лишь 1700 смогли прорваться к Бреслау, под защиту крепостных укреплений. 68 орудий и 34 знамени составили добычу победителей, потерявших в этом сражении 3000 человек. 3000 австрийцев были убиты или ранены.
Победив в сражении, генерал Лаудон занял позицию у Лигница, осадил Глац, капитулировавший 26 июля, и послал отряд осаждать Бреслау. Всё это заставило Генриха Прусского спешно возвратиться в Силезию, 8 августа он появился под Бреслау. 15 августа состоялось сражение под Лигницем.

## Иллюстрации
- Генерал Фуке
- Генерал Лаудон, позднее генералиссимус
- Каменна-Гура, pатуша, витраж